# Намјешт на Хани
Намјешт на Хани (чеш. Náměšť na Hané) је насељено мјесто са административним статусом варошице (чеш. městys) у округу Оломоуц, у Оломоуцком крају, Чешка Република.

## Становништво
Према подацима о броју становника из 2014. године насеље је имало 2.032 становника.